# Finn Lynge
Finn Lynge (né le 22 avril 1933 à Godthåb, mort le 4 avril 2014 à Qaqortoq) est un homme politique groenlandais, membre du Siumut.
Il a été député européen représentant le Danemark de juin 1979 au 31 décembre 1984, date à laquelle le Groenland sort de la Communauté européenne.
C'était un prêtre catholique qui s'est marié par la suite.